# Lion Air
PT Lion Mentari Airlines, що діє як Lion Air, — найбільша приватна авіакомпанія Індонезії зі штаб-квартирою в столиці країни Джакарті, що працює у сфері регулярних пасажирських перевезень по 126 пунктах призначення в Індонезії, Сінгапурі, В'єтнамі, Малайзії і Саудівськії Аравії. Портом приписки авіакомпанії і її головним транзитним вузлом (хабом) є міжнародний аеропорт Сукарно Хатта в Джакарті, як іще один хаб використовується міжнародний аеропорт Джуанда в Сурабаї.
Як і ряд інших авіакомпаній світу, Lion Air разом зі своїм дочірнім підрозділом Wings Air внесена до списку авіаперевізників, яким заборонені польоти в повітряному просторі країн Євросоюзу. Lion Air кілька разів подавала заявку на вступ в Міжнародну асоціацію повітряного транспорту, проте всі її заявки відхилялися по причині наявності у компанії серйозних проблем в галузі забезпечення авіаційної безпеки.

## Історія
Авіакомпанія Lion Air була заснована в жовтні 1999 року і почала операційну діяльність 30 червня наступного року з виконання на орендованих літаках Boeing 737—200 регулярних пасажирських перевезень між Джакартою і Понтіанаком. Компанія знаходиться у власності індонезійського бізнесмена Русді Кірани і його родини.

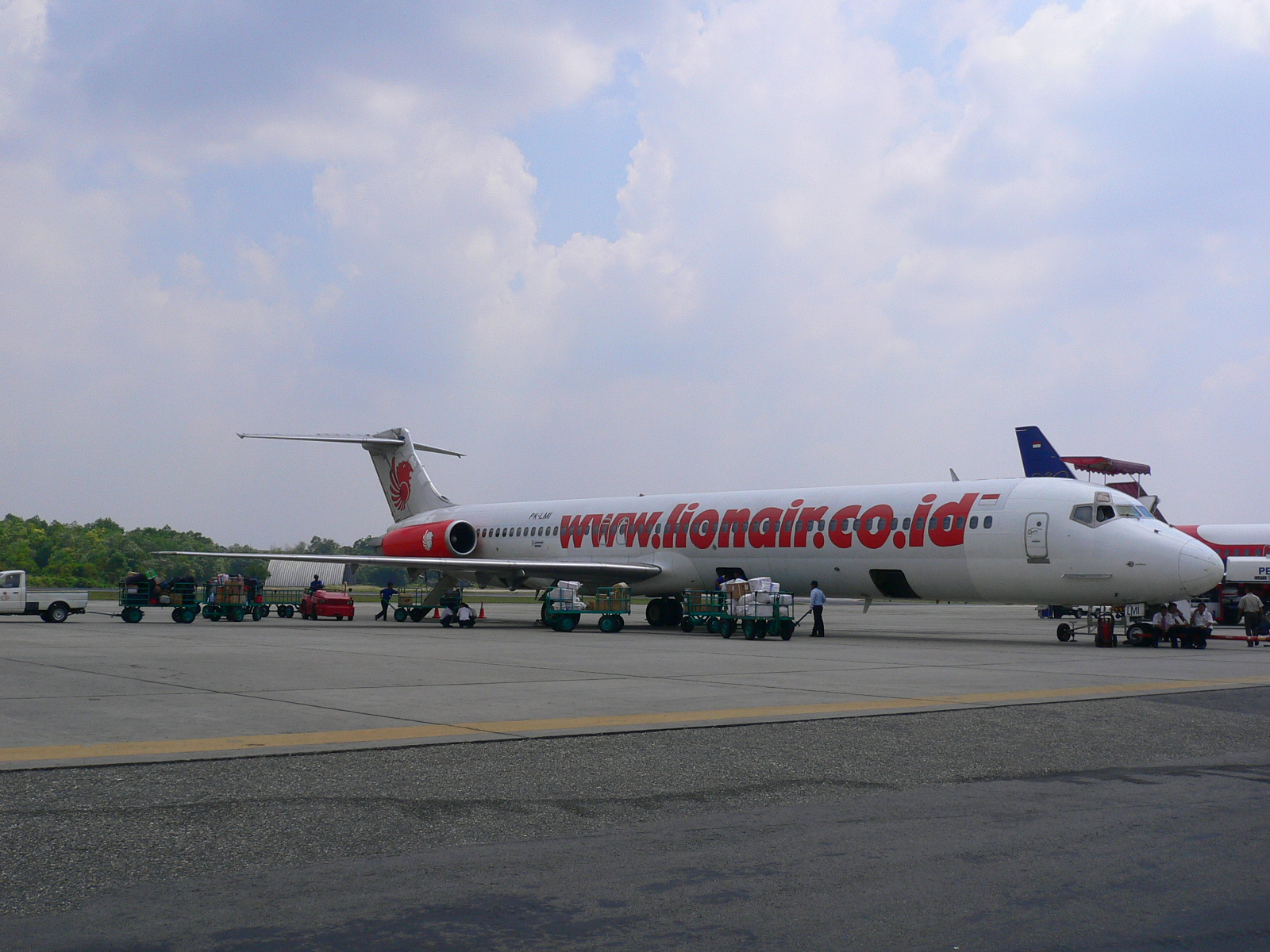
McDonnell Douglas MD-82 авіакомпанії Lion Air в міжнародному аеропорту імені султана Шаріфа Касіма II (Індонезія), 2006 рік

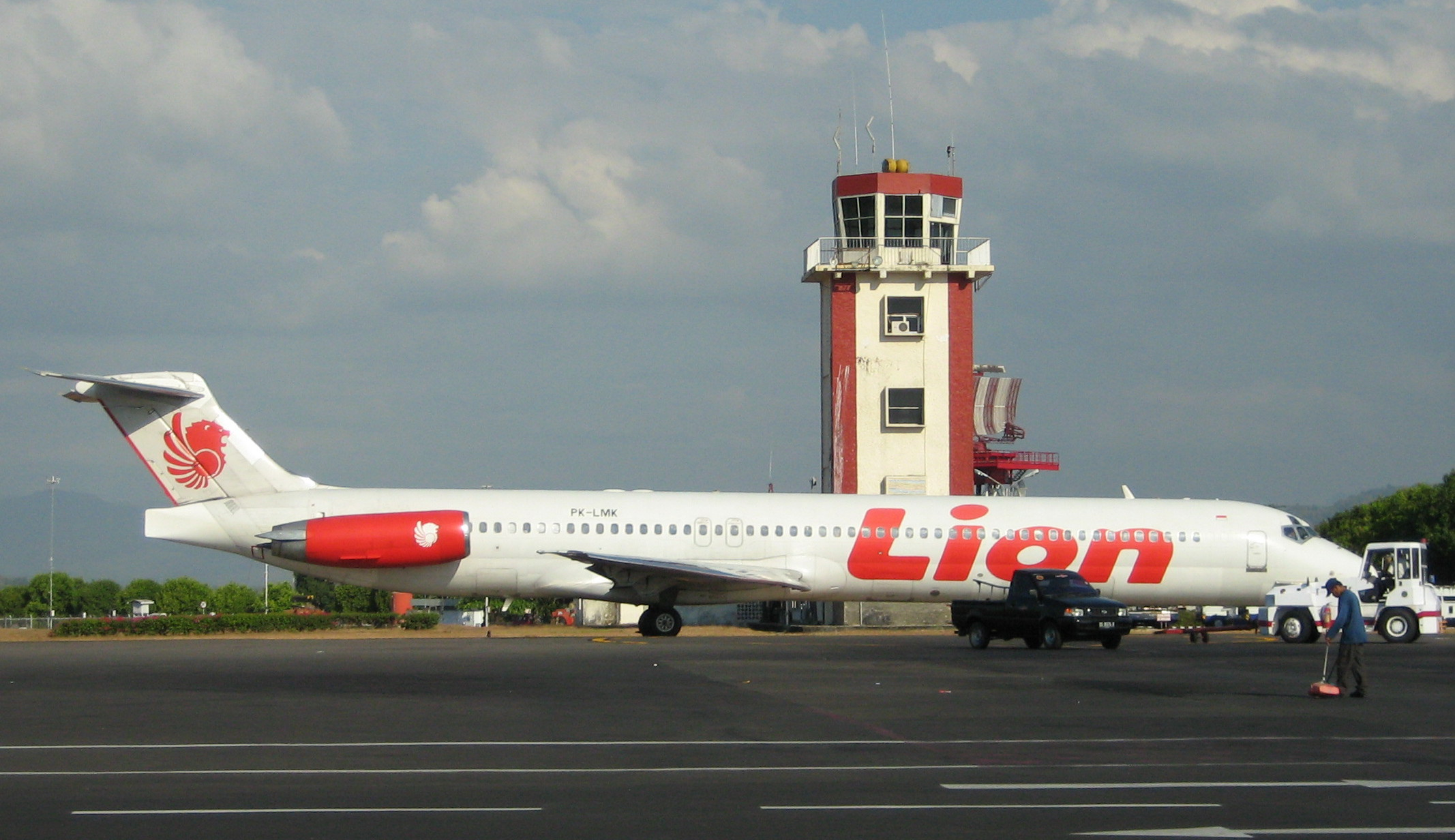
McDonnell Douglas MD-82 авіакомпанії Lion Air в міжнародному аеропорту Макассар

З лютого 2010 року авіакомпанія збільшила частоту виконання регулярних рейсів на маршруті Джакарта-Понтіанак до п'яти разів на тиждень. Даний напрямок обслуговували два лайнери Boeing 747-400 з компоновками салонів на 496 пасажирських місць.
Lion Air планує вступити в Міжнародну асоціацію повітряного транспорту (IATA) і стати таким чином другим авіаперевізником в країні після Garuda Indonesia — членом цієї організації, однак внаслідок наявності поточних проблем в галузі забезпечення авіаційної безпеки на початку 2011 року IATA відхилила чергову заявку перевізника на членство в асоціації.
В кінці 2010 року авторитетний журнал Aviation Week повідомив про плани Lion Air щодо створення спільного підприємства з малайзійської авіакомпанією Berjaya Air. У разі реалізації цих планів, бізнес індонезійського перевізника отримає хороший стимул розвитку з розширенням маршрутної мережі регулярних напрямків і можливістю використання на даних маршрутах великого парку вже наявних повітряних суден. Для Lion Air це стало другою спробою по створенню іноземної дочірньої авіакомпанії після невдалого плану з організацією Lion Air Australia. Згодом і друга спроба закінчилася невдачею — плани по організації нового перевізника були переглянуті керівництвом, яке в підсумковому релізі послалося на виниклі розбіжності між двома сторонами.
19 липня 2011 року Lion Air була змушена зупинити експлуатацію 13 літаків за розпорядженням наглядового органу та в зв'язку з порушеннями по цим літакам маршрутного розкладу у 80 % виконаних рейсів. Міністерство транспорту Індонезії також зазначило, що за результатами проведеного з січня по квітень 2011 року контролю в 24 аеропортах країни, Lion Air виявилася найгіршою з шести авіакомпаній Індонезії за фактором дотримання маршрутного розкладу, який склав у вказаний проміжок часу всього лише 66,45 відсотків.
18 листопада 2011 року авіакомпанія спільно з корпорацією Boeing оголосила про намір укласти контракт на поставку 201 літака Boeing 737 MAX і 29 літаків Boeing 737-900ER на загальну суму 21,7 млрд доларів США. Після підписання твердого контракту дана угода стала найбільшою за всю історію комерційної авіації світу.
У січні 2012 року Міністерство транспорту Індонезії заявило про застосування санкцій до Lion Air з причини того, що у деяких пілотів і членів кабінних екіпажів авіакомпанії протягом декількох місяців виявляли кристали метамфетаміну. Керівництво перевізника оголосило догани ряду співробітників, у пілотів були відкликані ліцензії. Проблеми, однак, тривали. На початку 2011 року один з членів екіпажу авіакомпанії був арештований в Джакарті за зберігання метамфетаміну, в кінці того ж року поліція заарештувала на вечірці в Тангерангу командира екіпажу Мухаммада Насрі і двох інших пілотів, а на початку 2012 року в Макасарі був затриманий інший льотчик за звинуваченням у поширенні метамфетаміну.
4 лютого того ж року, після позитивного тесту сечі на вживання наркотиків поліція заарештувала ще одного пілота Lion Air, який в той же день повинен був вести літак регулярним рейсом Сурабая-Макасар-Балікпапан. На початку лютого 2012 року колишня стюардеса авіакомпанії отримала SMS-послання з погрозами розправи після свого виступу по телебаченню з заявою про те, що більшість пілотів компанії є регулярними споживачами наркотиків. SMS прийшла від співробітників Lion Air, хоча сама компанія в заяві не згадувалася.

## Флот

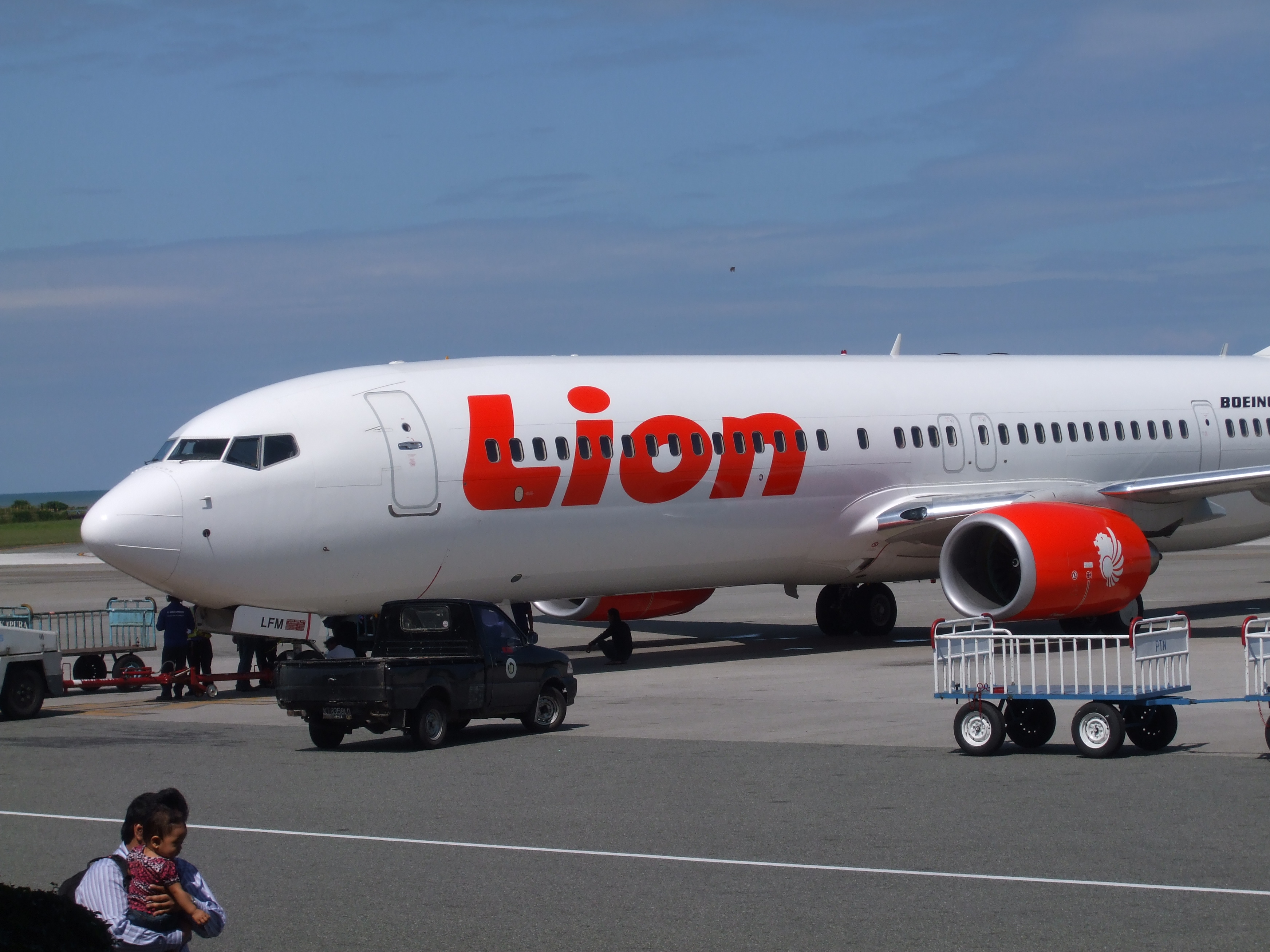
Boeing 737-900ER авіакомпанії Lion Air в аеропорту Сепінггана (Балікпапан, Східне Борнео, Індонезія)

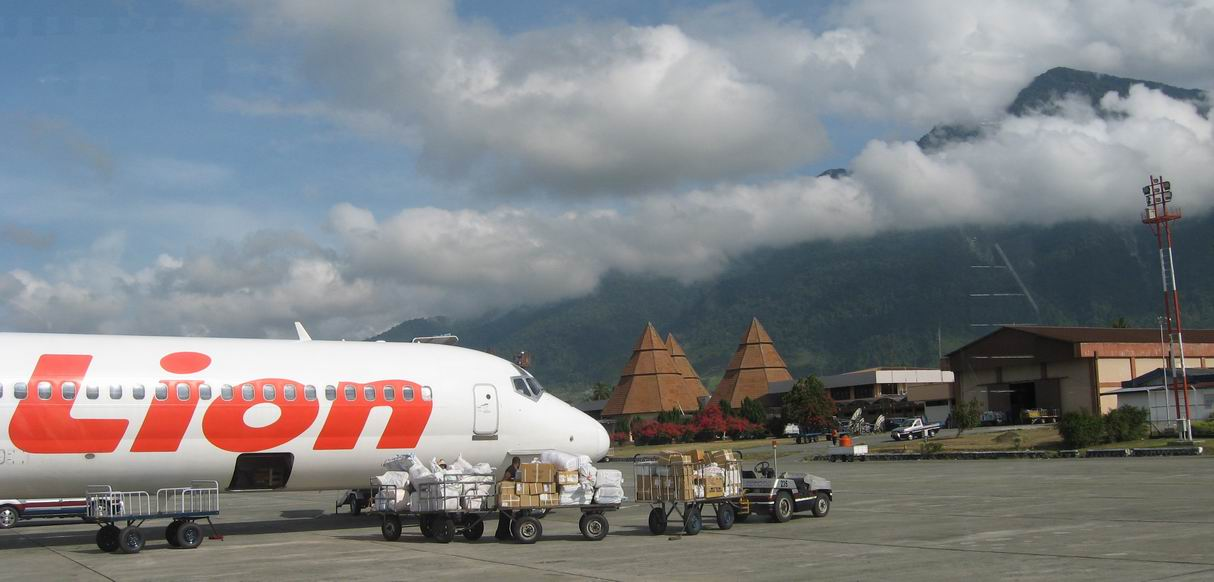
McDonnell Douglas MD-82 авіакомпанії Lion Air в аеропорту Сентані

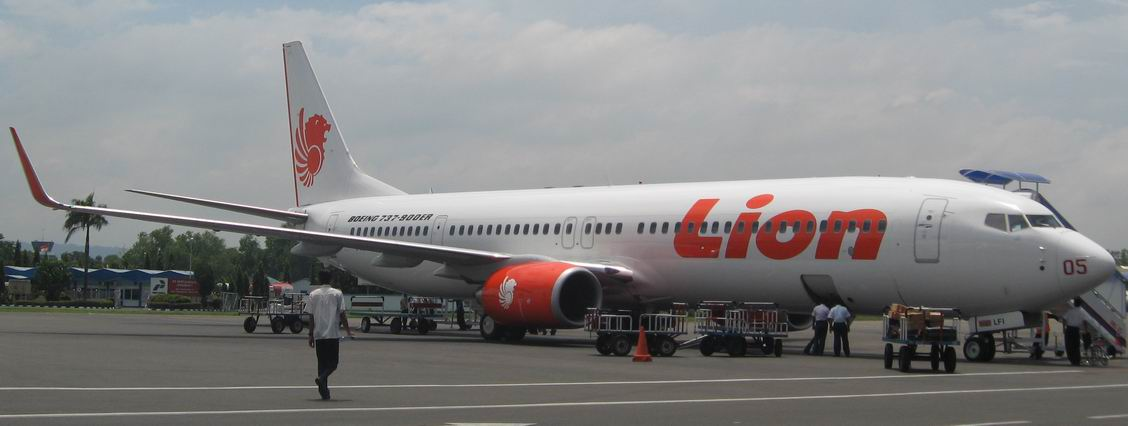
Boeing 737-900ER авіакомпанії Lion Air в аеропорту Макасар

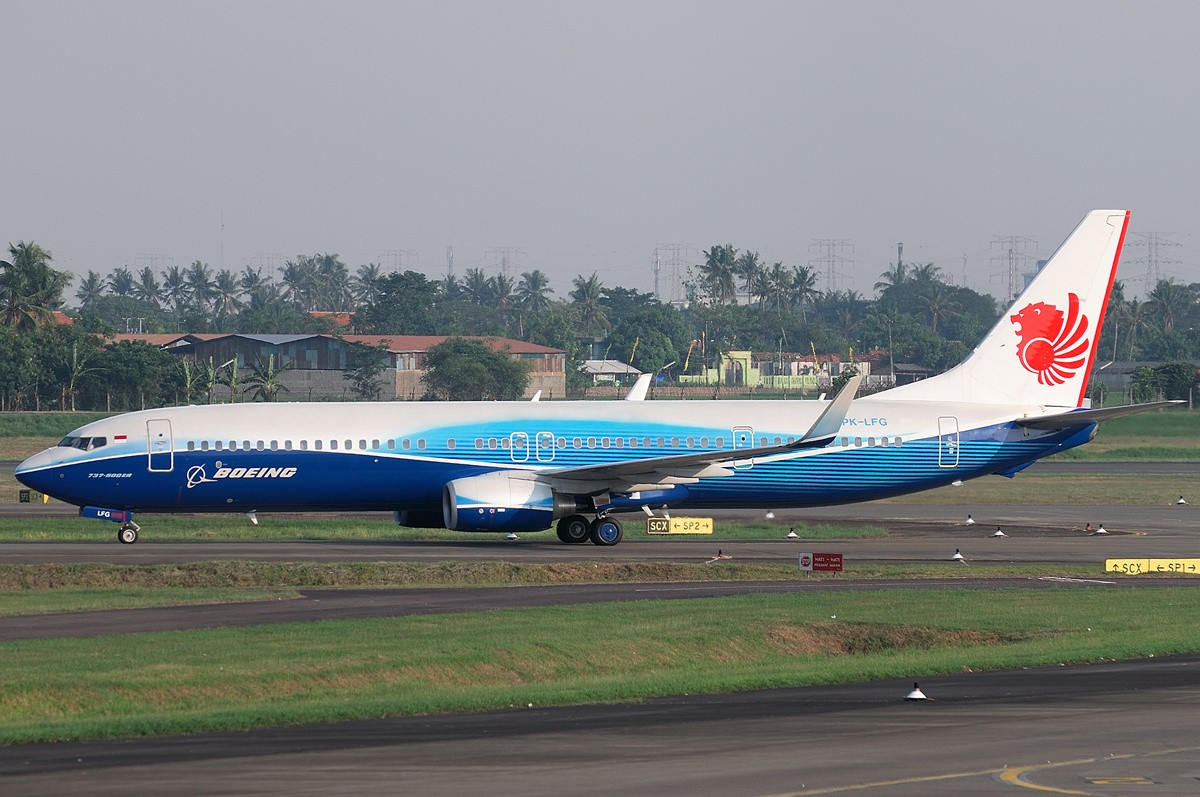
Перший літак моделі Boeing 737-900ER з двома логотипами одночасно (авіакомпанії Lion Air і корпорації Boeing). Міжнародний аеропорт Джакарти імені Сукарно Хатта, 21 травня 2010 року

Станом на лютий 2016 року авіакомпанія Lion Air експлуатувала такі літаки, середній вік яких становив близько п'яти років:
| Airbus A320-200  | –   | –   | 38  |   |     |     | |   |   |   |   |   |   |   |
| Airbus A320neo   | –   | –   | 118 |   |     |     | |   |   |   |   |   |   |   |
| Airbus A321neo   | –   | –   | 65  |   |     |     | |   |   |   |   |   |   |   |
| Airbus A330-300  | 3   | 3   | –   | — | 440 | 440 | Для рейсів на Хадж, та для внутрішніх завантажених маршрутів з Джакарти до Денпасара, Медана, Паданга та Макасара. |   |   |   |   |   |   |   |
| Boeing 737—800   | 37  | 37  | 8   | — | 189 | 189 | |   |   |   |   |   |   |   |
| Boeing 737-900ER | 71  | 71  | 35  | — | 214 | 214 | |   |   |   |   |   |   |   |
| Boeing 737 MAX   | –   | –   | 201 |   |     |     | Замовлено обидві модифікації MAX 8 та 9. Стартовий замовник для MAX 9. Поставки почнуться у 2017 році.             |   |   |   |   |   |   |   |
| Total            | 111 | 111 | 469 | — | —   | —   | — | — | — | — | — | — | — | — |

### Замовлення літаків
Авіакомпанія Lion Air стала стартовим експлуатантом серії лайнерів Boeing 737-900ER, контракт на які було підписано в 2005 році. 26 травня того ж року керівництво перевізника уклало з корпорацією Boeing попередню угоду на поставку 60 літаків Boeing 737 Next Generation на суму в 3,9 млрд доларів США. До липня 2005 року Lion Air підтвердила своє замовлення, тим самим перетворивши його в твердий контракт. У договорі передбачалося компонування салонів на 215 пасажирських місць в однокласній конфігурації, а також оснащення літаків турбовентиляторними двигунами CFM56-7B. 27 квітня 2007 року Boeing поставив перший лайнер B737-900ER, який був пофарбований у двоколірній схемі: вертикальний стабілізатор ніс логотип Lion Air, а фюзеляж літака — забарвлення корпорації «Боїнг» і напис «Boeing Dreamliner».
У листопаді 2011 року Lion Air і корпорація Boeing оголосила про намір укласти контракт на поставку 29 літаків Boeing 737-900ER і 201 літака Boeing 737 MAX, загальна сума угоди при цьому була оцінена в 21,7 млрд доларів США. Твердий контракт був підписаний 14 лютого наступного року з уточненнями моделі серії 737 MAX, як Boeing 737 MAX 9, що автоматично зробило Lion Air стартовим експлуатантом літаків даної серії. До моменту підписання договору загальна суму операції зросла до 22,4 млрд доларів США за каталожними цінами Боїнга. Даний контракт є найбільшою в історії комерційної авіації угодою станом на квітень місяць 2012 року. Крім цього, перевізник замовив до літаків Boeing 737-900ER двигуни CFM 56-7 на загальну суму близько 580 млн доларів США і двигуни CFM LEAP-1B до лайнерів Boeing 737 MAX на загальну суму 4,8 млрд доларів США. Поставки 900-ї серії планується почати в 2016 році, серії MAX 9 — в 2017 році.
18 березня 2013 р. у Парижі авіакомпанія Lion Air підписала твердий контракт з концерном Airbus на постачання 234 літаків сімейства А320, що складається з 109 літаків A320neo, 65 A321neo і 60 A320-200, на загальну суму 18,4 млрд доларів США. Угода стала найбільшою в історії Європейського авіабудівного концерну. На спеціальній церемонії в Єлисейському палаці в присутності президента Франції Франсуа Олланда документи були підписані президентом і генеральним директором Airbus Фабрісом Бреж'є (Fabrice Brégier) і співзасновником та генеральним директором компанії Lion Air Group Русді Кірана (Rusdi Kirana).
У прес-релізі концерну Airbus зазначено, що про вибір двигуна для літаків і варіанти компонування пасажирських салонів Перевізник оголосить найближчому майбутньому.

### Виведені з експлуатації
| Тип літака                 | Всього |
| Airbus A310                | 2      |
| Boeing 737—200             | 2      |
| McDonnell Douglas MD-82    | 22     |
| McDonnell Douglas MD-90-30 | 5      |
| Як-42                      | 2      |

## Аварії і катастрофи
- 14 січня 2002 року. Літак Boeing 737—200 (реєстраційний PK-LID), що виконував регулярний рейс 386, впав відразу після зльоту з міжнародного аеропорту імені Султана Шаріфа Касіма II. З 103 чоловік на борту один чоловік отримав травми. Літак згодом був списаний.
- 30 листопада 2004 року. McDonnell Douglas MD-82 (реєстраційний PK-LMN), який прямував регулярним рейсом 538 Джакарта-Суракарта-Сурабая, при посадці в міжнародному аеропорту Суракарти на великій швидкості викотився за межі злітно-посадкової смуги. З 142 осіб на борту літака загинуло 25, включаючи командира корабля. Перший і єдиний інцидент в авіакомпанії з людськими жертвами[21].
- 4 березня 2006 року. Літак McDonnell Douglas MD-82 зазнав аварії при посадці в міжнародному аеропорту Джуанда[22]. Після торкання злітно-посадкової смуги екіпаж включив реверс двигунів, при цьому не спрацювала зворотна тяга лівого двигуна[22], в результаті чого літак розвернуло вправо, стався викот за межі ЗПС на дистанцію близько 2100 метрів[22]. Ніхто з знаходилися на борту, не постраждав, літак отримав значні пошкодження і був списаний[22].
- 24 грудня 2006 року. Літак Boeing 737—400, який виконував рейс 762 Джакарта-Уджунг, здійснив посадку в аеропорту призначення з закрилками, випущеними в неправильне положення[23]. В результаті жорсткої посадки відокремилася права основна стійка шасі, ліва основна стійка пробила фюзеляж, обшивка корпусу літака зібралася складками[23]. Ніхто з знаходилися на борту, не постраждав, літак отримав серйозні ушкодження та був списаний[23].
- 23 лютого 2009 року. Літак McDonnell Douglas MD-90, який прямував регулярним рейсом 972, здійснив посадку в аеропорту Ханг Надим (Батам) без передньої стійки шасі. Про потерпілих не повідомлялося, лайнер був відремонтований і продовжив роботу в авіакомпанії.
- 9 березня 2009 року. Внаслідок помилки екіпажу (нестабілізованого на висоті 100 футів заходження на посадку літак McDonnell Douglas MD-90 (реєстраційний PK-LIL), який прямував регулярним рейсом 793, здійснив посадку в аеропорту Джакарти зліва від осьової лінії злітно-посадкової смуги 25L. Намагаючись зупинити ковзання вправо, командир корабля використовував різну тягу реверсу двигунів, після чого літак зупинився на ґрунті з носовою стійкою шасі, що залишилися на смузі. Про потерпілих не повідомлялося, літак отримав серйозні пошкодження[24].
- 13 квітня 2013 року. «Боїнг-737-800» не долетів до ЗПС аеропорту Денпасара, приземлився на мілководді і розламався на дві частини. Вижили всі 108 осіб на борту.